# Artur Schütz
Artur Schütz (* 17. April 1915 in Dreihausen; † 22. Februar 2001 ebenda) war ein deutscher Mediziner und numismatischer Autor.

## Leben
Artur Schütz studierte in Marburg Medizin und wurde 1942 promoviert. Im Zweiten Weltkrieg war er Militärarzt und geriet in Gefangenschaft. Danach eröffnete er eine Arztpraxis in Dreihausen.
Nach Aufgabe seiner Praxis studierte er in Marburg Geschichte und begann dann numismatische Beiträge zu veröffentlichen. Schwerpunkt seiner Forschungen waren „Die hessischen Münzen des Hauses Brabant“.

## Schriften
Die hessischen Münzen des Hauses Brabant
- Band 1: 1247–1308 (= Beiträge zur Münzkunde in Hessen-Kassel. 18, ISSN 0175-2979). Numismatische Gesellschaft Kassel e.V., Kassel 1993;
- Band 2: 1308–1509 (= Beiträge zur Münzkunde in Hessen-Kassel. 19). Numismatische Gesellschaft Kassel e.V., Kassel 1996, ISBN 3-00-000752-0;
- Band 3: Gesamthessen, Hessen-Marburg und Hessen-Kassel. 1509–1670. Peus, Frankfurt am Main 1997, ISBN 3-921212-00-6;
- Band 4: 1670–1866. Anhang: Königreich Westfalen 1807–1813. Peus, Frankfurt am Main 1998, ISBN 3-921212-01-4;
- Band 5: Hessen-Rheinfels, Hessen-Darmstadt, Hessen-Homburg. 1567–1871. Peus, Frankfurt am Main 2000, ISBN 3-921212-01-5.